# Ariadna Arantes
Ariadna Thalia da Silva Arantes (Rio de Janeiro, 3 de junho de 1984) é uma maquiadora e youtuber brasileira, que foi a primeira mulher trans a participar do programa de televisão Big Brother Brasil.

## Biografia
Ariadna Thalia da Silva Arantes nasceu em 3 de junho de 1984, na favela do Para-Pedro em Irajá, na cidade do Rio de Janeiro.
Ela se tornou conhecida em todo o Brasil por sua passagem marcante no Big Brother Brasil 11. Quando saiu do programa, disse:
| “                 | Independente de qualquer coisa, sem ressentimento, amo todos vocês. E tenho orgulho de ser a primeira transexual do BBB. | ” |
| — Ariadna Arantes | |   |

Após a eliminação no Big Brother, Ariadna se formou como atriz e trabalhou como jornalista (apresentou um quadro na Rede TV!). Após algum tempo, mudou-se para a Itália, onde já havia residido antes de integrar o reality show. Retornou ao Brasil em 2021 para participar da quinta edição do programa No Limite, onde foi novamente a primeira mulher trans participante.
Ariadna se especializou na área de dermopigmentação e micropigmentação e, atualmente, utiliza suas redes sociais para dar dicas de moda e maquiagem e se posicionar politicamente, desempenhando seu trabalho como influenciadora digital.
Em 2013, foi a primeira mulher trans a ser Rainha da Bateria de uma Escola de Samba do Rio de Janeiro, a Unidos da Vila Santa Tereza, na Série A do Grupo de Acesso. Ela já foi musa da Unidos de Vila Isabel, no Rio, em 2011, e destaque na Vai-Vai, de São Paulo em 2012. Em 2022, repetiu a dose na Unidos de Vila Isabel, no Rio.
Em 2022, se candidatou a Deputada Federal pelo PSB - Partido Socialista Brasileiro.
Em julho de 2024, Ariadna aceitou o convite para gravar imagens para "BBB: O Documentário", que resgata momentos marcantes dos 25 anos do reality show. Deixou as férias na Austrália e pagou do próprio bolso as despesas para sua participação. Em janeiro de 2025, soube durante a veiculação do documentário que não estaria no mesmo. Após protestar, acabou por ser nicluída em um dos episódios. À época do BBB11,
| “            | Deram um tratamento tão primário da questão trans que a trans foi escalada para o elenco para que o programa sustentasse o suspense. Olha só, como o mundo mudou. Isso seria inadmissível hoje. | ” |
| — Pedro Bial | |   |

## Vida pessoal
Em 2014, Ariadna Arantes casou-se com o militar italiano Matteo. O relacionamento durou 5 anos. E 5 anos após separados ainda não haviam assinado os papéis do divórcio, porque a amizade permanecia.

## Atuação
| Ano  | Produção              | Personagem | Nota                    | Ref.   |
| ---- | --------------------- | ---------- | ----------------------- | ------ |
| 2011 | Big Brother Brasil 11 | Ela mesma  | Reality-Show            | [ 2 ]  |
| 2011 | Zorra Total           | Ariadna    | Participação - Especial |        |
| 2021 | No Limite             | Ela mesma  | Reality-Show            | [ 7 ]  |
| 2025 | BBB: O Documentário   | Ela mesma  | Documentário            | [ 13 ] |